# پرشمارواران
پُرشمارواران (انگلیسی: Calanoida) یک راسته از پاروپایان است، پاروپایان گروهی از بندپایان‌اند که معمولاً به عنوان زئوپلانکتون یافت می‌شوند. راسته پرشمارواران شامل حدود ۴۶ خانواده با حدود ۱۸۰۰ گونه از هر دو نوع دریایی و آب شیرین است.